# Judaeo-malayalam
Judaeo-malayalam är en dialekt av malayalam, talad av judar från Malabarkusten (Cochin Jews) i delstaten Kerala i Indien. Det talas av färre än 25 personer i Indien och även i Israel, men av högst ett femtiotal personer. De flesta talare är äldre personer, varför språket är i utdöende.
2500 aktiva talare ska ha funnits i Kerala 1948. De flesta utvandrade till den nybildade staten Israel, vilket förklara varför en språkrest finns kvar även där.